# Joseph Vanmaercke

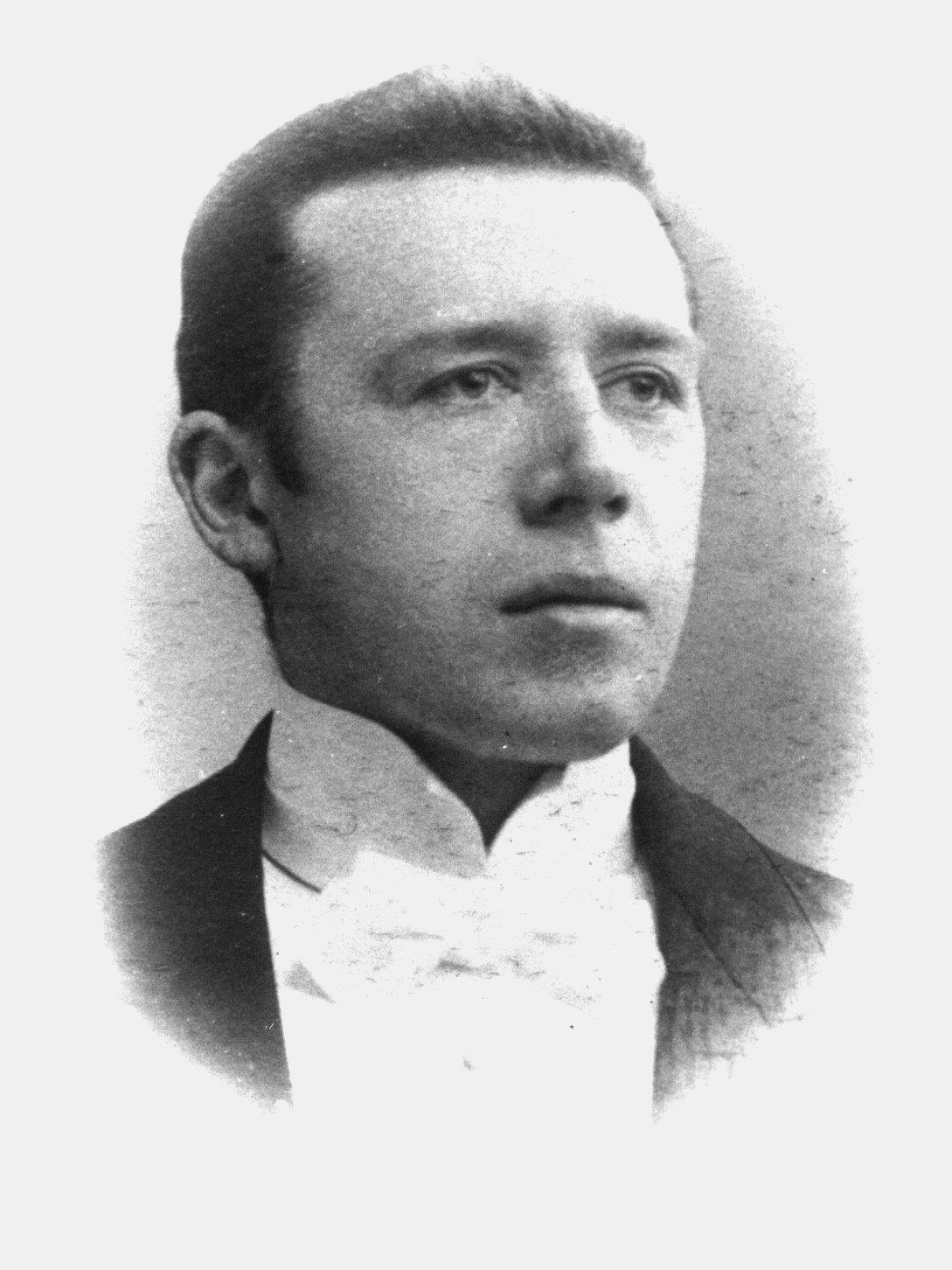
Joseph Vanmaercke

Joseph Henri Vanmaercke (Wevelgem, 19 augustus 1873 – Wevelgem, 23 mei 1937) was een Belgische uitvinder en constructeur van vlasbewerkingsmachines. Hij ontwikkelde, in samenwerking met de gebroeders Joseph en Constant Vansteenkiste, bootmachines, repelmachines en zwingelturbines. Als uitvinder en machinebouwer heeft hij een belangrijke bijdrage geleverd aan de industrialisatie van de vlasbewerking. Hij had vijventwintig octrooien op zijn naam of samen met zijn schoonbroer Joseph Vansteenkiste en dit in een achttal landen: België, Nederland, Frankrijk, Duitsland, Engeland, Canada, USA en Rusland.

## Familie
Joseph Vanmaercke stamt uit een familie van smeden met een lange traditie. Vanaf het begin van de 18de eeuw werd het beroep van smid iedere keer doorgegeven van vader op zoon. Zijn grootvader Petrus Vanmaercke (1800 – 1853) was de zoon van Petrus Joannes, smid wonende in Oostrozebeke. Na zijn huwelijk in 1836, vestigde Petrus zich in Wevelgem en startte met de uitbating van een nieuwe smidse.
Na het overlijden van Petrus nam zijn zoon Henricus Vanmaercke (1840 – 1912), op zeer jonge leeftijd en met de hulp van zijn moeder, de leiding van het bedrijf over. Hij breidde de smidse uit en werkte met meerdere knechten. Hij huwde in 1872 met Coleta Deneckere.
Joseph Vanmaercke was het enige kind uit dit huwelijk en werd de volgende zaakvoeder van het ‘Huis VANMARCKE’. In 1902 huwde hij met Lazarie Boudry (1875 – 1907). Alice Boudry, de zuster van Lazarie, huwde met Joseph Vansteenkiste, waardoor Joseph Vanmaercke en Joseph Vansteenkiste schoonbroers werden.

## Levensloop
Na de lagere school te Wevelgem werd hij naar het vermaarde college van Malonne bij Namen gestuurd. Na het voltooien van zijn studies werkte hij mee met zijn vader Henri in de smisse. Naast het beslaan van paarden en het traditionele smidswerk had het Huis VANMAERCKE zich gespecialiseerd in de constructie en verkoop van allerhande werktuigen voor de landbouw. In de periode 1902 tot 1912 breidden vader Henri en zoon Joseph hun zaak stelselmatig uit. Oude gebouwen werden afgebroken en vervangen door nieuwe ruimere werkplaatsen en werden uitgerust met: smidsvuren en bijhorende blaasbalgen, werkbanken, boormachines, draaibanken, slijpmolens en ander precisiemateriaal. Vanaf 1904 werden de werktuigmachines aangedreven met een centrale elektrische motor in combinatie met een riemtransmissie. Het huis VANMAERCKE was voor die tijd modern uitgerust.

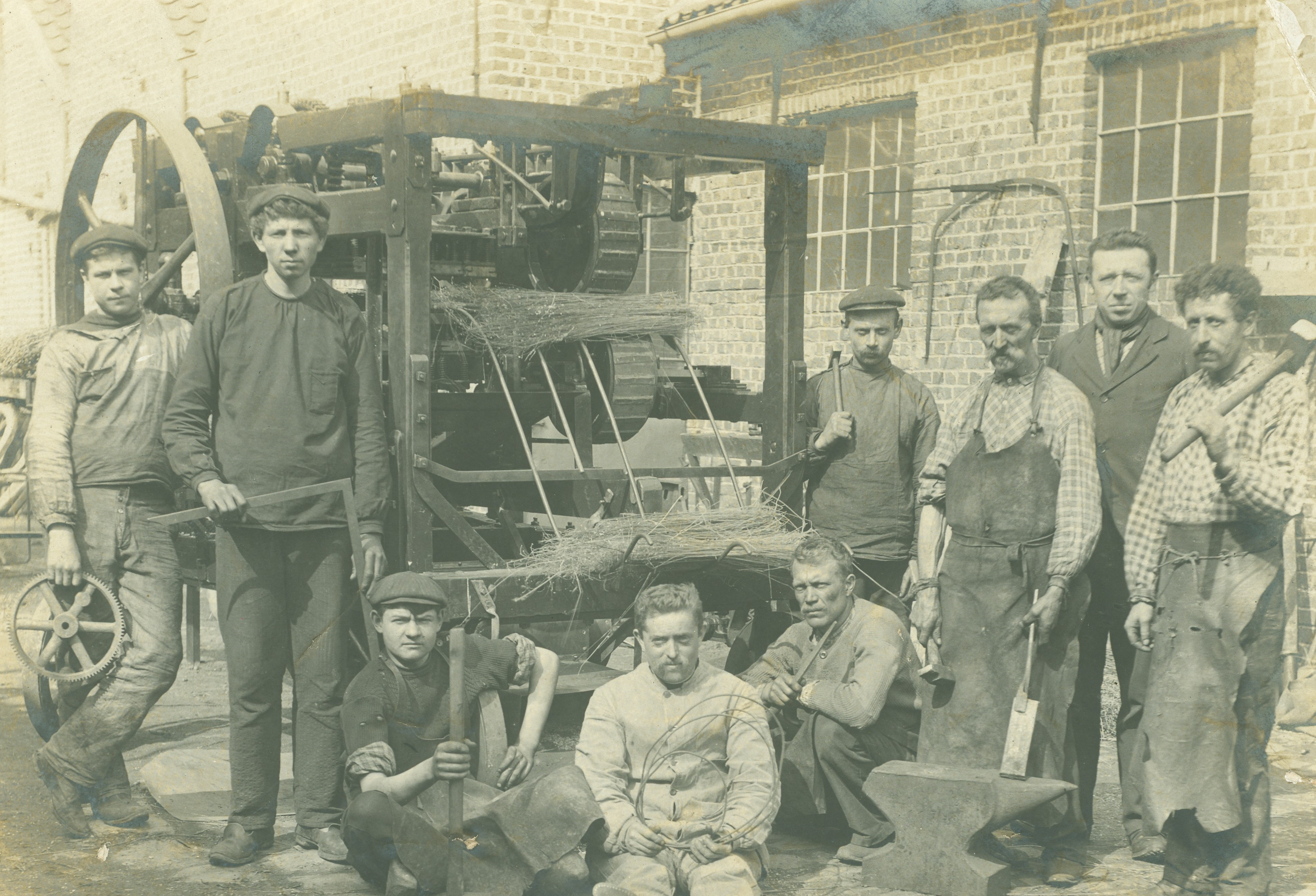
Bootmachine 'Vansteenkiste & Vanmaercke'. Joseph Vanmaercke (tweede van rechts) en zijn medewerkers. De foto is genomen omstreeks 1900, op de binnenkoer van de smisse Vanmaercke.

## Constructeur van vlasbewerkingsmachines

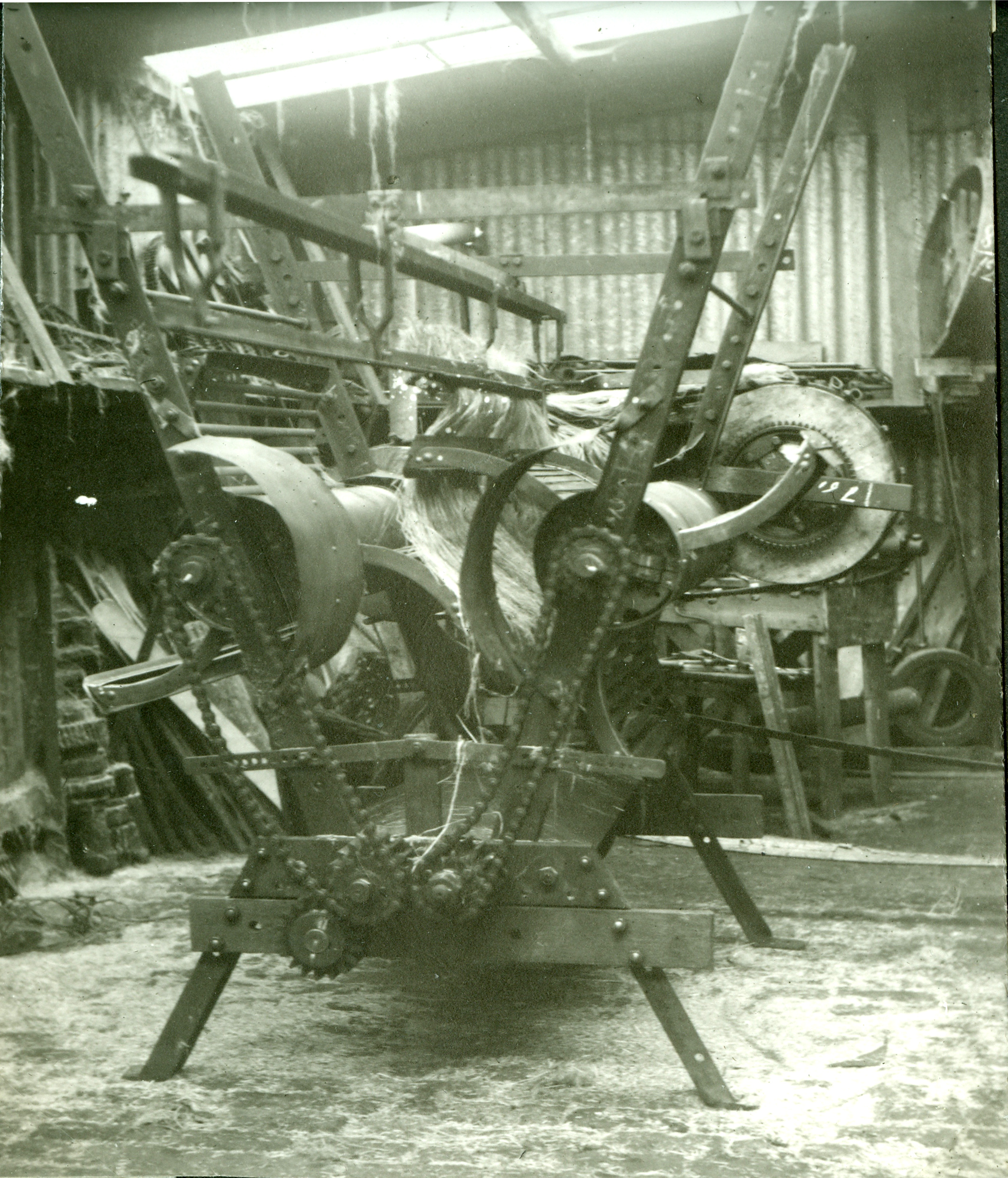
Prototype van de vlaszwingelturbine ontwikkeld in de loods achter de smisse van Joseph Vanmaercke gelegen in de Kortrijkstraat te Wevelgem (1921)

De vlasnijverheid vormt een rode draad doorheen de sociale en economische geschiedenis van Zuid-West-Vlaanderen. De Leiestreek was niet alleen een teeltgebied voor vlas maar dankte vooral haar reputatie aan de specifieke productie van de vezels.
Omstreeks 1904 vervaardigde het Huis Vanmaercke reeds bootmachines voor de gebroeders Constant en Joseph Vansteenkiste. (Boten is het pletten van de zaaddoosjes met een boothamer, om het lijnzaad te winnen.) Vanaf 1906 werkten de uitvinders, Joseph Vansteenkiste en Joseph Vanmaercke, alleen verder aan een nieuw model van bootmachine met losse hamerslag. Ze perfectioneerden de gebrevetteerde bootmachine door de hamerslag veerkrachtige te maken. De mechanische hamerslag op het vlas, dat op een tafelblad uitgespreid lag, verving het ritmische kloppen van de boothamer. In 1912 werd de werking van de bootmachine nog verbeterd door het aanbrengen van een doorvoerriem (waardoor het vlas automatisch onder de slaande boothamers verschuift) en een vlasbundelbinder.
Vanaf 1913-1914 begon men ook repelmachines te construeren. (Repelen is het afrukken van de zaaddoosjes van de vlasstengels met een repelkam.) Volgens Bert Dewilde waren Joseph Vanmaercke en Joseph Vansteenkiste de eersten die op het idee kwamen om het vlas op met en rolband aan te voeren en stevig aan te drukken terwijl, een bewegende repelkam de zaadbollen gestadig uitrispte. Na een ontwikkelingsproces van vijftien jaar werd de gebrevetteerde repelmachine op de markt gebracht, die 1.200 tot 1.800 kg vlas per uur kon repelen. Het tijdschrift ‘Het vlas’ (7 juli 1925) vermeld: “Een repelmachine die eenieders waardering afdwong”.
Volgens Bert Dewilde waren de pioniers van de doorbraak van de zwingelturbine in Vlaanderen ongetwijfeld de gebroeders Joseph en Constant Vansteenkiste, die nauw samenwerkten met Joseph Vanmaercke en in een latere fase ook met de Izegemse constructeur Valère Paret. (Zwingelen is het verwijderen van de lemen uit het geroote vlas waardoor de soepele, sterke vlasvezels vrijkomen.).
De eerste opzoekingen en de bouw van een prototype gebeurden in de smidse van Joseph Vanmaercke. In 1922 verkregen J. Vansteenkiste & J. Vanmaercke hun eerste Belgische patent voor de zwingelturbine met twee in elkaar draaiende trommels met elk drie slagmessen. Na het aanbrengen van meerdere verbeteringen kwam de zwingelturbine in 1924 op de markt. Deze machine verrichtte mechanisch dezelfde handelingen als een zwingelaar aan de stermolen.
In het artikel “Een zwingelturbine voor 50 man” verschenen in het weekblad ’t Getrouwe Maldeghem (30 maart 1924) brengt de reporter verslag uit van een dubbel bedrijfsbezoek. Enerzijds, in de smisse bij Joseph Vanmaercke te Wevelgem, om de proefopstelling van de zwingelturbine te bekijken en anderzijds, in ateliers van de constructeur Valere Paret-Messiaen te Izegem, om het eindproduct te bewonderen en voor een demonstratie van de werking van de automatische zwingelturbine. De toenmalige auteur van het persbericht voorspelde dat deze Wevelgemse zwingelautomaat een plaats zou krijgen in het museum.
Niettegenstaande bescherming door meerdere octrooien (in: België, Frankrijk, Nederland, Engeland en de USA) werd de goedwerkende zwingelturbine, die het vlas zwingelde met dezelfde kwaliteit, als dat van het Vlaams hand gezwingelde vlas, door verscheidene binnen- en buitenlandse vlasmachinebouwers nagemaakt. Dit gaf aanleiding tot langdurige en kostelijke processen waardoor Joseph Vanmaercke in maart 1927, besloot om zijn patentrechten te verkopen aan Baldewijn Steverlynck (1893 – 1976), een industrieel uit Kortrijk. In diezelfde periode richten Joseph Vansteenkiste en Baldewijn Steverlynck de feitelijke maatschappij 'Vansteenkiste & Co' op met als doel de bevordering van de industrialisatie van de vlasbereiding en uitbating van de patenten: 'Vansteenkiste' en 'Vansteenkiste & Vanmaercke' (vlasrepelmachine en zwingelturbine)
De rechtszaken met als gevolg de (gedwongen) verkoop van zijn patentrechten, was voor Joseph Vanmaercke een zware tegenslag. Hij was (ongewild) in een situatie terechtgekomen, waardoor hij de vruchten van zijn inspanningen niet kon plukken. Met de verkoop van zijn patentrechten gaf hij 'zijn' vlasmachines uit handen en was niet meer betrokken bij de verdere ontwikkelingen. Daarmee eindigde zijn succesvolle loopbaan als constructeur van vlasmachines. Vanaf toen wijzigde de merknaam van de vlasmachines  'Vansteenkiste & Vanmaercke', naar 'Vansteenkiste'.
Pas in 1932 kwam er een einde aan de rechtszaken. Uiteindelijk besliste het Hof van Cassatie te Brussel dat, de namakers de patentrechten hadden geschonden. Ze werden veroordeeld tot het betalen van fikse schadevergoedingen. In 1928 werd te Ieper de “N.V. tot bevordering der industrialisatie van de vlasvezelbereiding Gieterij en Werkhuizen Vansteenkiste” opgericht, met in de beheerraad o.a. B. Steverlynck en de gebroeders Vansteenkiste. In 1936 werd het bedrijf omgevormd tot N.V. Weefautomaten Picanol.

## Vlaams topstuk
Het Vlaams topstuk "De zwingelturbine" (1937) in Texture, museum over Leie en vlas te Kortrijk, is het resultaat van de creatieve ondernemers, de gebroeders C. & J. Vansteenkiste en  Joseph Vanmaercke en hun wil en doorzetting om te slagen.
Dankzij het project 'Duiken in de Machine' werd een 3D-CAD model gemaakt van de 'Zwingelturbine Vansteenkiste'. In de animatie worden de verscheidene machine-onderdelen getoond en benoemd.
De video  Mpacts DEM simulation of scutching machine'   toont de eigenlijke werking van de zwingelturbine. Voortbouwend op het project 'Duiken in de Machine, werd het dynamische gedrag van de  organische vlasvezels eraan toegevoegd. De simulatie toont hoe de lemen worden losgeslagen, zonder de vlasvezels te beschadigen. Daarvoor worden de geroote en gebrakelde vlasstengels bovenaan geklemd, tussen twee rubberen transportriemen, terwijl ze langzaam door de eerste zwingelturbine worden gevoerd. Ronddraaiende zwingelmessen schuren en slaan de lemen geleidelijk los, uit het naar beneden hangende vlas, tot er enkel zuivere vlasvezels overblijven. Na het doorlopen van de eerste zwingelturbine is slechts de onderste helft van het vlas gezwingeld. Daarna wordt het vlas automatisch gekeerd en door de tweede zwingelturbine geleid, om de andere helft van de vlasvezels te ontdoen van de lemen.

## Hulde
In 2019 organiseerde men een herdenkingsjaar voor vier Wevelgemse uitvinders, met name: Constant, Joseph, Godfried Vansteenkiste en Joseph Vanmaercke, naar aanleiding van de 150ste verjaardag van de geboorte van Constant Vansteenkiste.